# Garcia I av Kongo
Garcia I av Kongo, död 1626, var kung av Kongo mellan 1624 och 1626.